# Gabriel Mendoza
Gabriel Rafael Mendoza Ibarra est un footballeur chilien né le 22 mai 1968 à Graneros. Il évoluait au poste d'arrière droit.

## Biographie
Il passe l'essentiel de sa carrière dans le club de Colo Colo. 
Au total il remporte sept Championnats du Chili. Avec Colo Colo il remporte la prestigieuse Copa Libertadores en 1991, de même que la Copa Interamericana et la Recopa Sudamericana en 1992.
Gabriel Mendoza reçoit 36 sélections en équipe du Chili entre 1991 et 1997.